# Robotniczo-Chłopska Opozycja Kozacka - Rosyjscy Faszyści
Robotniczo-Chłopska Opozycja Kozacka – Rosyjscy Faszyści (ros. Рабоче-Крестьянская Казачья Оппозиция – Русские Фашисты) – emigracyjne kozackie ugrupowanie faszystowskie działające w okresie międzywojennym na Dalekim Wschodzie.
Ugrupowanie powstało na przełomie 1926/1927 r. w Harbinie z inicjatywy P. Kowgana, Kozaka kubańskiego, autora książek pt. "Записки неуча" (t. 1 – 4) i "Еврейство и Сатанизм". Nie odgrywało większej roli wśród miejscowej białej emigracji rosyjskiej. Jego program zakładał sojusz robotników, chłopów i Kozaków w celu obalenia władzy bolszewickiej, nazywanej żydo-komunistyczną. Akcenty antysemickie odgrywały dużą rolę. Przyszła Rosja miała zapewnić pełne prawa narodom ją zamieszkującym. Działalność ugrupowania zamarła w poł. lat 30.